# Sassita
La sassita és un mineral de la classe dels òxids que pertany al grup de la pseudobrookita.

## Característiques
La sassita és un òxid de fórmula química Ti3+₂Ti4+O₅. Va ser aprovada com a espècie vàlida per l'Associació Mineralògica Internacional l'any 2022, i publicada en desembre de 2023. Cristal·litza en el sistema ortoròmbic.

## Formació i jaciments
Va ser descoberta al mont Carmel, al districte de Haifa (Israel), on es troba en forma d'inclusions en xenocristalls de corindó. Aquest indret és l'únic a tot el planeta on ha estat descrita aquesta espècie mineral.